# 马来西亚民间信仰

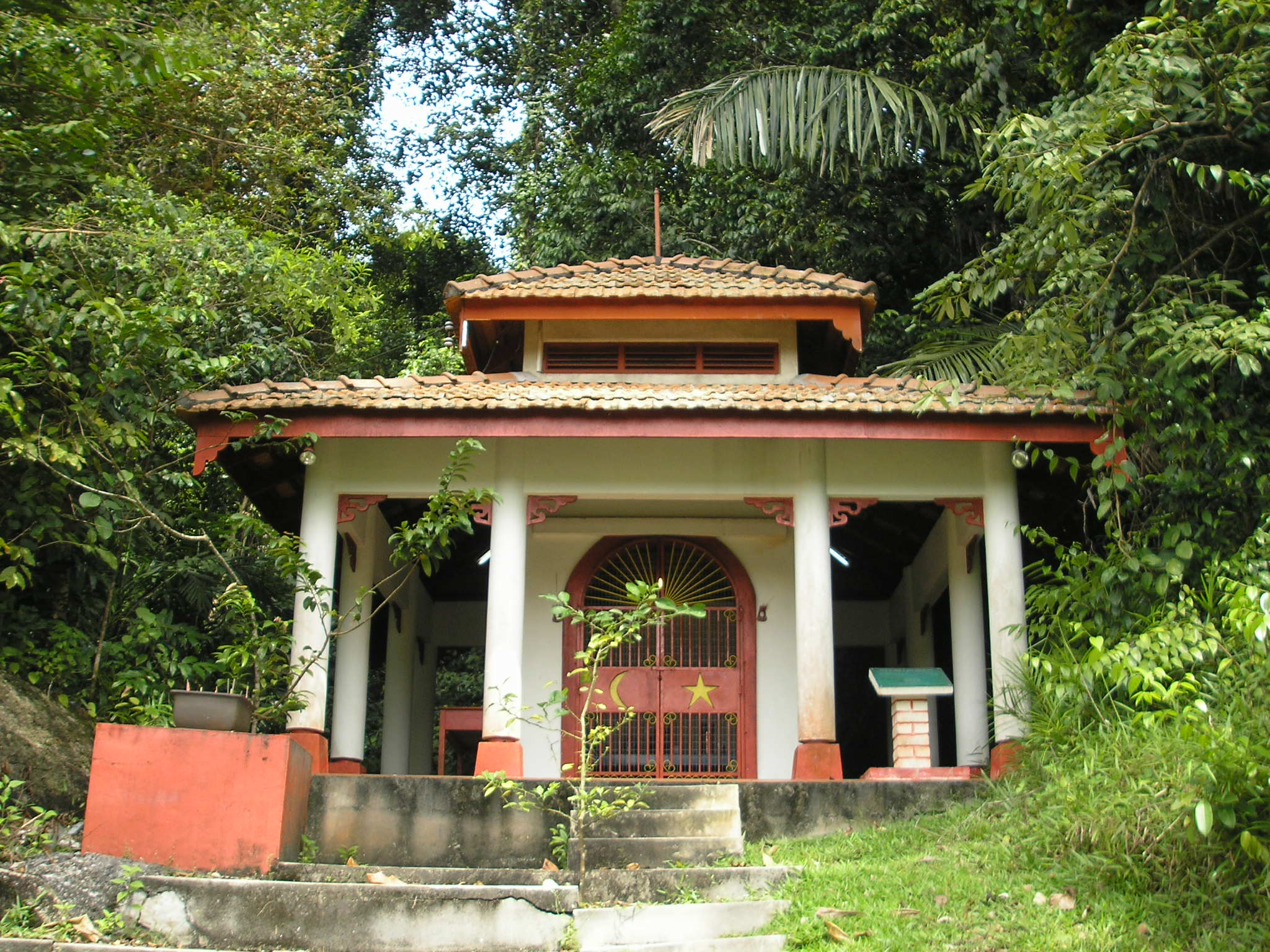
位于邦咯岛的青衣拿督公庙（Kuil Panglima Hijau）。

将伊斯兰教定为官方宗教的马来西亚人口大多信奉伊斯兰教。许多马来西亚人依然信奉万物有灵论和多神论的信仰和习俗。基于所进行的仪式类型，马来西亚民间信仰或公开或秘密地进行。
出于统计目的，有些信仰形式虽然不被政府视为宗教，但这些信仰并未被禁止。而马来西亚华人的民间信仰大多融合了本土与中国的信仰和习俗。

## 历史
在15世纪的伊斯兰教及19世纪的基督教传播之前，马来亚上的人民要么信奉印度教，要么信奉本土宗教。在半岛，据说广泛的伊斯兰化始于1409年，拜里米苏拉在成为马六甲苏丹并与巴赛公主结婚后皈依伊斯兰教。此后，马来半岛的其他苏丹国也纷纷皈依伊斯兰教。直至马来西亚独立后，伊斯兰教在马来西亚社会中发挥了重要作用。同样，在东马来西亚，人们的宗教在来自欧洲的基督教传教士到来之前广泛传播。

## 萨满教与传统疗法
巫医或巫师仍在马来西亚行医。马来人的巫医习俗已融入伊斯兰教，并未被禁止。他们也被称为传统治疗师，有时可作为现代医学的替代品。然而，马来西亚社会有时对巫医持负面看法，因为在某些情况下，巫医拥有施法（jampi）的能力，并曾将其施用于他人身上，导致其产生不良影响。巫医从业者的数量也变化及老一辈的离去而逐渐减少。
沙巴的“bobohizans”（波波希赞）也是巫师和传统治疗师。他们还充当与神灵沟通的媒介，并在丰收仪式中扮演着重要角色。
近来，有建议指出，巫师和其他萨满巫师作为传统医术的做法有必要保留，以补充或替代传统的现代医学。

## 中国民间信仰

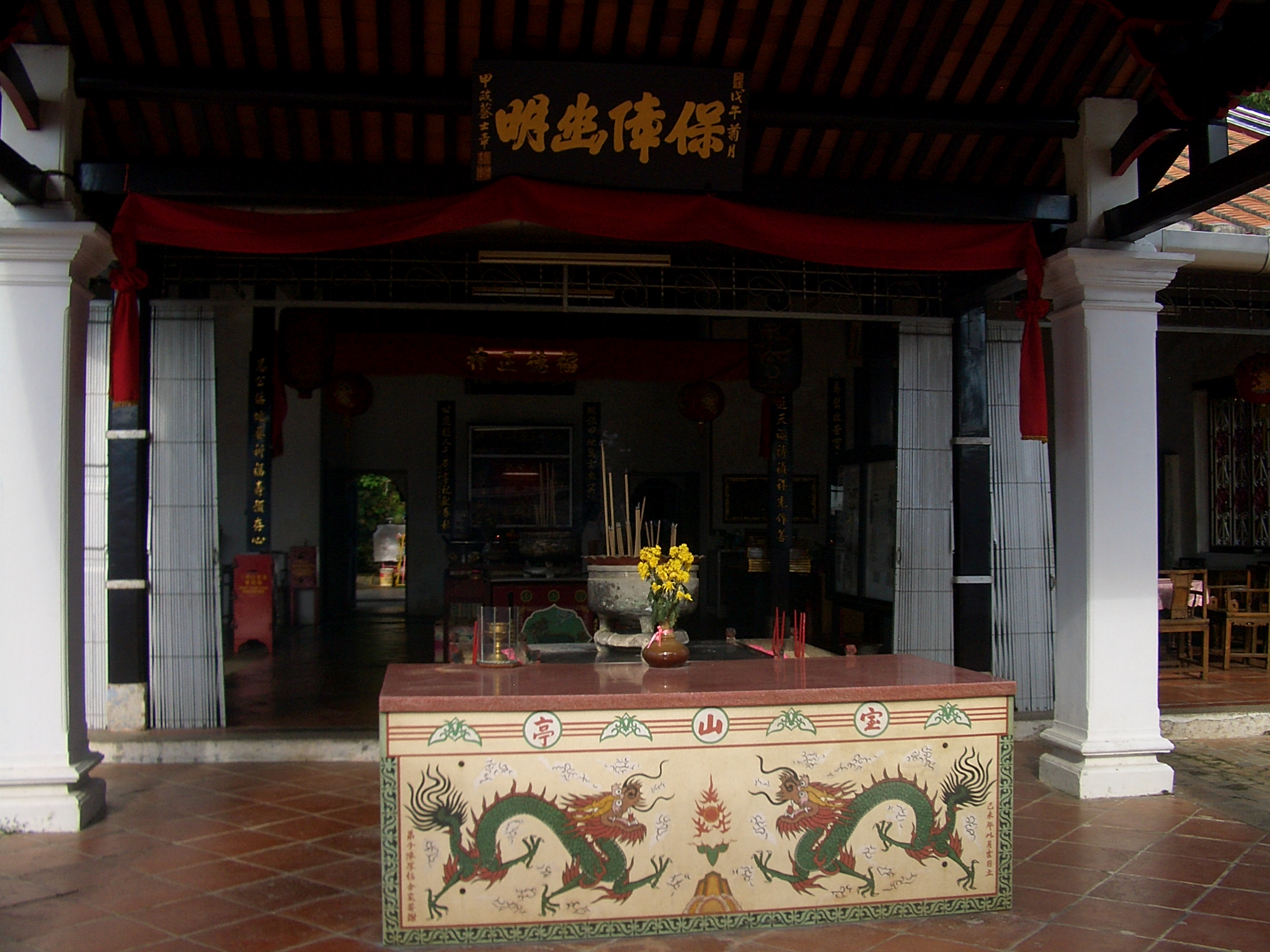
马六甲宝山亭是最先供奉大伯公古庙，始建于1795年。

马来西亚华人占据着很大部分的马来西亚人口，现今马来西亚华人大多信仰混合了中国民间信仰的大乘佛教，其余则信仰混合了中国民间信仰的上座部佛教、儒教、道教，还有少数华人信仰基督教、穆斯林和印度教。许多信奉佛教、儒教、道教的华人在政府调查中注册为“佛教徒”。在马来语中，华人庙宇被称为，而佛堂则被称作。马来西亚华人仍然信奉中国民间信仰的依然保留祭祖等传统习俗。
马来西亚华人常见的神祇有
1.大伯公
2.拿督公（土地公）
3.天公（玉皇大帝）
4.妈祖
5.关圣帝君
6.佛祖
7.观世音菩萨
8.王爺 / 千歲信仰
9.九皇大帝（九皇爺）
10.張公聖君（法主公）
11.廣澤尊王（聖王公、郭聖王）
12.哪吒三太子
13.濟公活佛
14.孙悟空（齐天大圣、大圣爷）
15.洪仙大帝
16.宋大峯祖師（宋禪祖師）
17.清水祖師
18.杜府大人、杜府仙祖（柔佛州麻坡峇吉裡地區）
19.三山國王
20.保生大帝 / 保生三真人
30.仙師爺、四師爺
31.善財爺公 / 善財童子
32.七仙女信仰
33.城隍爺信仰
34.大、二爷伯
35.大士爺（普渡公）
36.阮梁公聖佛（四會人信仰）
37.張天師（張府天師）
38.田都元帥
39.華光大帝（馬靈官、馬天君、三眼華光）
40.八仙祖師
41.大宋三忠王（文天祥、張世傑、陸秀夫）
42.六壬仙師
43.金英祖師
44.包公大人（包府千歲）
45.水尾聖娘
46.趙大元帥（玄壇元帥、趙公明）
47.太保舍人
48.武功祖師
49.趙聖帝君（趙子龍）
50.三一教主
51.三教老祖
52.註生娘娘
53.虎爺
54.玄天上帝（真武大帝、大老爺、上帝公）